# How to Make Love to a Woman
How to Make Love to a Woman (Brasil: Como Conquistar uma Mulher ) é um filme de comédia norte-americano dirigido por Scott Culver com roteiro escrito por Dennis Kao, ambos fazendo suas respectivas estreias. Lançado em 2010, foi protagonizado por Josh Meyers, Krysten Ritter, Ian Somerhalder e Jenna Jameson.